# T-Stoff
Il T-Stoff (in italiano Sostanza T) era il nome in codice con cui veniva indicata una famiglia di ossidanti a base di perossido di idrogeno (H2O2) impiegati in alcuni razzi a propellente liquido prodotti in Germania durante la seconda guerra mondiale.

## Storia
A partire dalla prima guerra mondiale in Germania furono studiati metodi per la produzione di perossido di idrogeno ad elevate concentrazioni da impiegarsi per la propulsione a razzo, motori di avviamento e per la propulsione sottomarina. La prima richiesta da parte del Governo tedesco alla Elektrochemische Werke di Monaco di Baviera di una fornitura di perossido ad alta concentrazione trovò insormontabili problemi di natura tecnologica che sostanzialmente impedivano il suo immagazzinamento in sicurezza. Solo quando la Krupp mise sul mercato una nuova famiglia di acciai inossidabili resistenti al perossido di idrogeno, fu possibile accumularlo in concentrazioni via via maggiori, fino al 90%. Nello stesso periodo furono scoperte alcune gomme sintetiche e resine che, permettendo la costruzione di raccordi, tubazioni e guarnizioni, portarono alla sua produzione su larga scala.
Nel 1934 Hellmuth Walter iniziò con la Elektrochemische Werke una collaborazione per l'impiego di perossido di idrogeno ad alte concentrazioni nel campo della propulsione subacquea e a reazione.
A partire dal 1935 la Kriegsmarine supportò le ricerche di Walter, seguita dalla Luftwaffe nel 1936 interessata a possibili applicazioni nel campo della propulsione a razzo. Nel gennaio del 1939 fu dato inizio alla costruzione di una fabbrica a Bad Lauterberg in grado di produrre fino a 1200 tonnellate di perossido di idrogeno all'80% al mese. Un'altra da 2100 tonnellate al mese verrà costruita a Rhumspringe nell'aprile del 1943. A causa della scarsità di platino necessaria alla costruzione di elettrodi per la sintesi del perossido per via elettrolitica, furono studiati nuovi metodi chimici di produzione.

## Composizione
Era composto da una miscela costituita all'80% (in peso) da perossido di idrogeno e dal 20% di una soluzione acquosa additivata di agenti stabilizzanti come l'acido fosforico, pirofosfato di sodio e 8-idrossichinolina. Fu successivamente rinominato D1R per distinguerlo dalla miscela al 60% di perossido di idrogeno denominata D2R.
Il T-Stoff era disponibile in tre versioni; il TN-Stoff (T Normal), di qualità standard, era generalmente impiegato nei razzi a propellente liquido mentre il TS (T Stabilisiert) ed il TSS (T Special Stabilisiert), di grado di purezza più elevato, erano destinati alle turbine di alcuni U-Boot sperimentali e ai siluri. L'assenza di impurità era particolarmente necessaria per evitare l'avvelenamento dei catalizzatori solidi in seguito al deposito delle particelle estranee sugli stessi. Il TSS prodotto a Bad Lauterberg, era garantito per l'uso nei climi tropicali, con temperature di stoccaggio di 50 °C per almeno 9 mesi.
|                        | TN-Stoff                                                      | TS-Stoff                    | TSS-Stoff                                                                                 |
| ---------------------- | ------------------------------------------------------------- | --------------------------- | ----------------------------------------------------------------------------------------- |
| Perossido di idrogeno  | 80% in peso                                                   | 82% in peso                 | 85% in peso                                                                               |
| Acqua                  | 20% in peso                                                   | 18% in peso                 | 15% in peso                                                                               |
| Additivi stabilizzanti | 0,3 g/l di pirofosfato di sodio 0,3 g/l di 8-idrossichinolina | 0,02 g/l di acido fosforico | 0,3 g/l di pirofosfato di sodio 0,3 g/l di 8-idrossichinolina 0,15 g/l di acido fosforico |

## Impiego
Fu utilizzato, come ossidante, in combinazione con il combustibile C-Stoff, una miscela di metanolo e idrazina, sui Messerschmitt Me 163 e Me 263 in un rapporto di circa 3:1. Dal momento che le due sostanze erano indistinguibili ad occhio nudo, fu sviluppato un complesso sistema di prova per assicurare che ogni propellente fosse versato nel rispettivo serbatoio del Me 163. Questo perché, essendo la combinazione di T-Stoff e C-Stoff ipergolica, una accidentale contaminazione con i rispettivi residui avrebbe comportato una sicura esplosione.
In combinazione con una soluzione acquosa di vari permanganati (denominati Z-Stoff) che avevano la funzione di catalizzare la dissociazione del perossido in vapore d'acqua surriscaldato (62%) e ossigeno (37,6%) ad una temperatura di 505 °C poteva essere utilizzato direttamente a scopi propulsivi (come nel motore Walter HWK 109-500) o per muovere la turbina di una turbopompa (come sui missili balistici V2).
Il T-Stoff era una sostanza estremamente pericolosa da maneggiare. Furono introdotte speciali tute in gomma per permetterne le fasi produttive in sicurezza, dal momento che un contatto accidentale con il normale vestiario avrebbe provocato la sua combustione spontanea.